# Schlossalm (Bad Hofgastein)
Die Schlossalm (auch Schloss-Alm und Schloß-Hochalm) ist eine Alm und ein Wintersportgebiet in der Marktgemeinde Bad Hofgastein im österreichischen Bundesland Salzburg.

## Lage und Charakteristik
Die Schlossalm befindet sich in der Ortschaft Anger und in der Katastralgemeinde Vorderschneeberg. Umstehende Gipfel in der Goldberggruppe sind die 2118 m ü. A. hohe Hirschkarspitze, der 2373 m ü. A. hohe Mauskarkopf und der 2327 m ü. A. hohe Lungkogel. Auf der Alm hat der Schloßbach seinen Ursprung. Der Schlossalmsee ist ein künstlich angelegtes Reservoir, das der Beschneiung von Schipisten dient. Die eigentliche Schlossalmhütte, die heute als Weitmoser Schlossalm bezeichnet wird, steht auf einer Höhe von 1898 m ü. A. Sie ist wie die gleichnamige Schloßalm in der Nachbargemeinde Dorfgastein dem Weitmoserschloss zugehörig. Sie wird im Winter als Schirestaurant betrieben. Beherbergungsbetriebe auf der Schlossalm sind die Hamburger Skihütte des Deutschen Alpenvereins und das Hofgasteinerhaus der Naturfreunde.

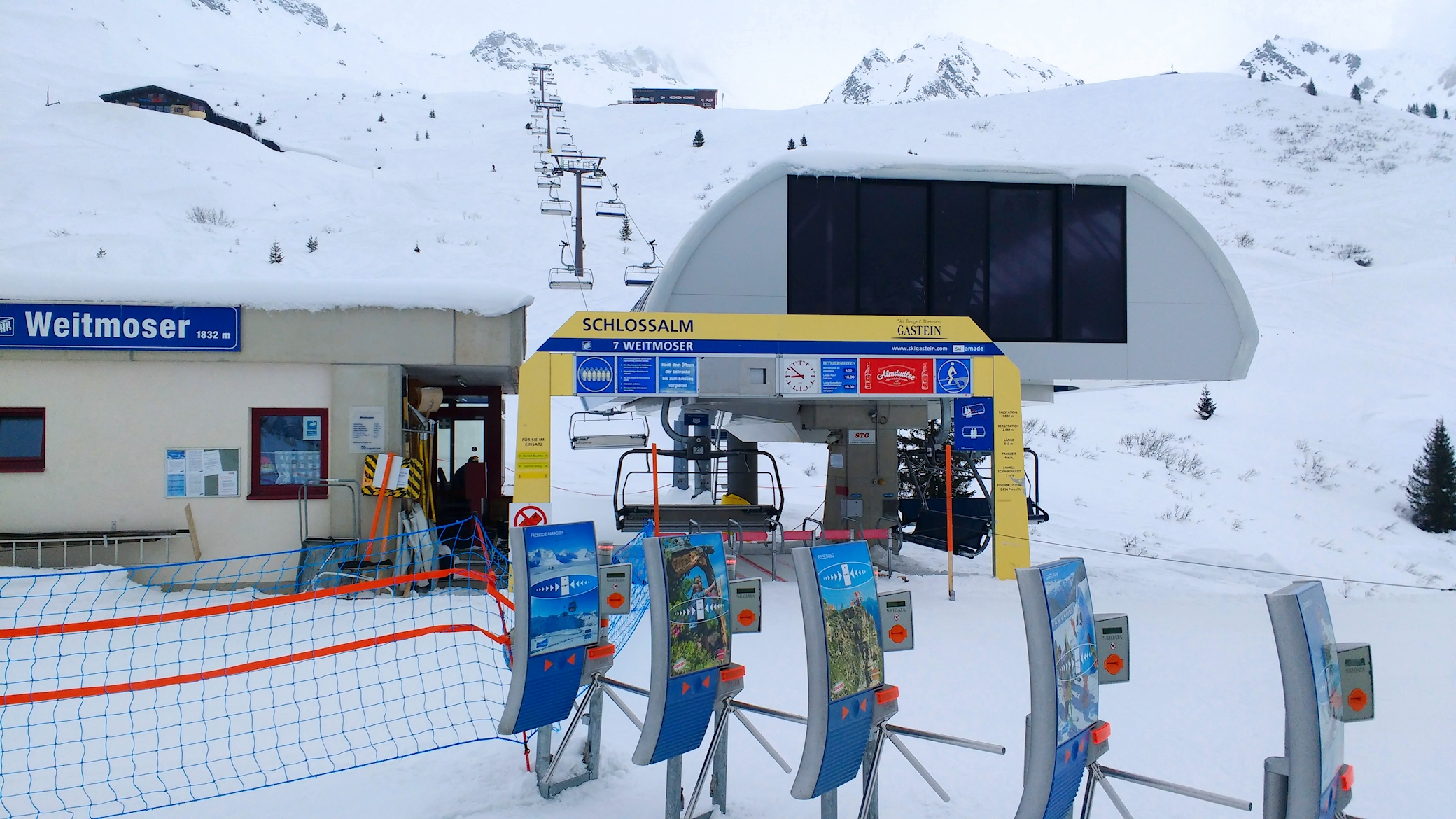
Sessellift Weitmoser auf der Schlossalm

Erreichbar ist die Schlossalm vom Zentrum von Bad Hofgastein mit der Kabinenbahn Schlossalmbahn, deren zwei Teilstrecken insgesamt rund 3426 m lang sind, und vom Angertal mit der rund 2063 m langen Kabinenbahn Kaserebenbahn. Beide sind ganzjährig in Betrieb. Für das Schigebiet auf der Schlossalm stehen im Winter außerdem die Kabinenbahn Pendelbahn Schloßalm, die Sesselbahnen Hohe Scharte, Sendleitenbahn und Weitmoser sowie der Schlepplift Schloßhochalmlift zur Verfügung. Das Schigebiet Schlossalm-Angertal-Stubnerkogel ist das größte zusammenhängende Schigebiet im Gasteinertal. Es gehört zum Verbund Ski amadé.
Die Schlossalm ist ein Lebensraum für Alpenmurmeltiere (Marmota marmota). Bei einer Erhebung der Vogelarten des Gasteinertals in den 1980er Jahren wurden in der Gegend der Alm folgende Arten beobachtet: die Alpenbraunelle (Prunella collaris), die Alpendohle (Pyrrhocorax graculus), das Alpenschneehuhn (Lagopus muta), das Auerhuhn (Tetrao urogallus), der Bergpieper (Anthus spinoletta), das Birkhuhn (Tetrao tetrix), der Hausrotschwanz (Phoenicurus ochruros), die Ringdrossel (Turdus torquatus), der Schneefink (Montifringilla nivalis) und der Steinschmätzer (Oenanthe oenanthe) als Brutvögel, das Haselhuhn (Bonasa bonasia) und der Turmfalke (Falco tinnunculus) als wahrscheinliche Brutvögel, der Steinrötel (Monticola saxatilis) als möglicher Brutvogel, der Gänsegeier (Gyps fulvus) als Sommergast sowie der Flussregenpfeifer (Charadrius dubius) und der Schwarzmilan (Milvus migrans) als Durchzügler.

## Geschichte
Die Schlossalm hieß im 16. Jahrhundert Tresnitzen, was sich aus dem Slawischen herleitet. Im von 1823 bis 1830 erstellten Franziszeischen Kataster ist die Alm als Schloſs Alpe mit dem Gebäude Schloſs Hütte verzeichnet.
Die Sektion Hofgastein des Deutschen und Österreichischen Alpenvereins legte 1921 mehrere neue Sommer- und Winter-Wegmarkierungen vom Zentrum von Bad Hofgastein über die Schlossalm auf die Türchlwand an. Die Wegmarkierungen bis zur Schlossalm wurden im Sommer 1923 nachgebessert.